# 浦三路
浦三路是中国上海市浦东新区的一条南北走向干道，南起上南路，北至浦东南路，全长7.9公里。
上海轨道交通11号线浦三路站设在御桥路近浦三路处。

## 周边建筑物
- 长青企业广场

## 交会道路（北向南）
浦三路由北向南共分为三段，分为浦东南路-杨高南路、成山路-永泰路、秀沿路北-上南路，其中浦东南路-杨高南路中的浦东南路-东方路段为西南向东北的单行道。
浦东南路-杨高南路
- 浦东南路/胶南路/南码头支路
- 临沂路
- 东方路
- 高科西路
- 齐河路
- 昌里东路
- 杨高南路/北艾路

成山路-永泰路
- 成山路
- 同福路
- 新浦路
- 板泉路
- 高青路
- 大道站路
- 华夏西路
- 西泰林路、东泰林路
- 御桥路
- 永泰路

秀沿路北-上南路
- 秀沿路
- 秀浦路
- 上南路